# Go-Komatsu
Go-Komatsu, född 1377, död 1433, var regerande kejsare av Japan mellan 1392 och 1412.